# Наливка
Нали́вка (наливки) — алкогольні напої первісно домашнього приготування. Офіційне визначення — лікеро-горілчаний напій міцністю від 15,0 % до 35,0 % з масовою концентрацією екстрактивних речовин від 15,0 до 50,0 г/100 см3, виготовлений на основі свіжої плодової сировини або напівфабрикатів.
Наливка буває двох типів які розрізняються між собою — домашня та фабрична:
- домашня наливка зазвичай є або плодово-ягідним вином, яке зараз майже завжди кріпиться цукром, а почасти й спиртом (горілкою, самогоном). Рідше в хатніх умовах використовують екстрагування фруктів спиртовими розчинами (горілкою, самогоном);
- фабрична наливка, яку власне і описує офіційне визначення завжди є або кріпленим спиртом та цукром плодово-ягідним вином, а ж спиртовою настоянкою фруктів.

Різниця в тому, що домашня наливка може бути й не кріпленою і відповідно мати значно менший вміст алкоголю ніж 15 %.

## Історія
Стиглі ягоди вишень, смородини, малини, аґрусу, чорниць, ожини, плоди сливи, терену чи інші ягоди всипали в сулії та присипали невеликою кількістю цукру. Ягоди пускали сік, цукор розчинявся і таким чином наливки зброджувалася у теплому світлому місці протягом двох-трьох тижнів. Потім її зливали, а ягоди йшли на пироги. Залежно від продукту наливки відповідно й називалися: вишнівка, смородинна, малинівка, слив'янка тощо.
Оскільки цукор заощаджували, бо він не вироблявся у власному господарстві, наливки готували невелику кількість і зберігали їх до якоїсь важливої оказії. Ці напої досить поширені і в наші дні.

## Галерея

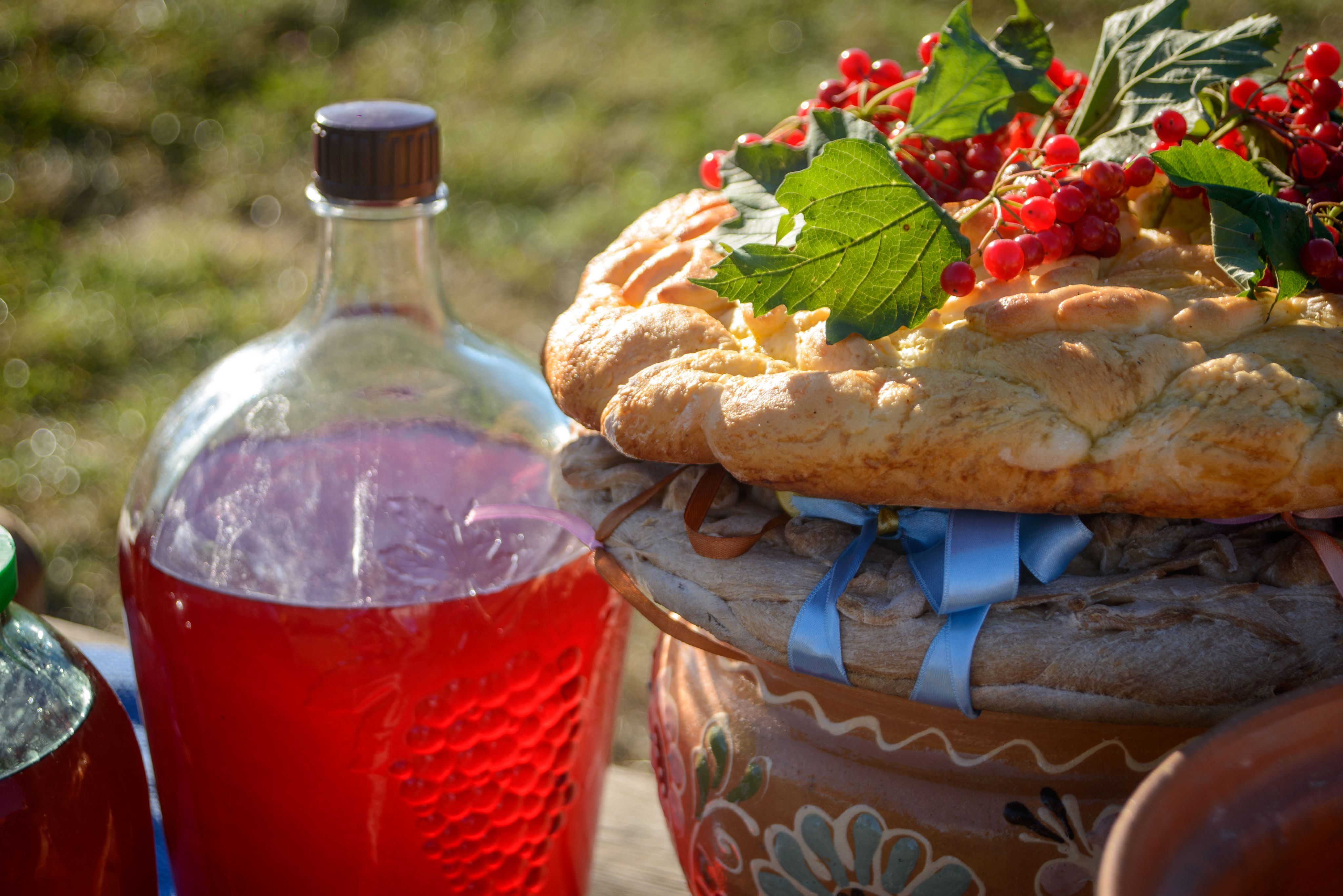
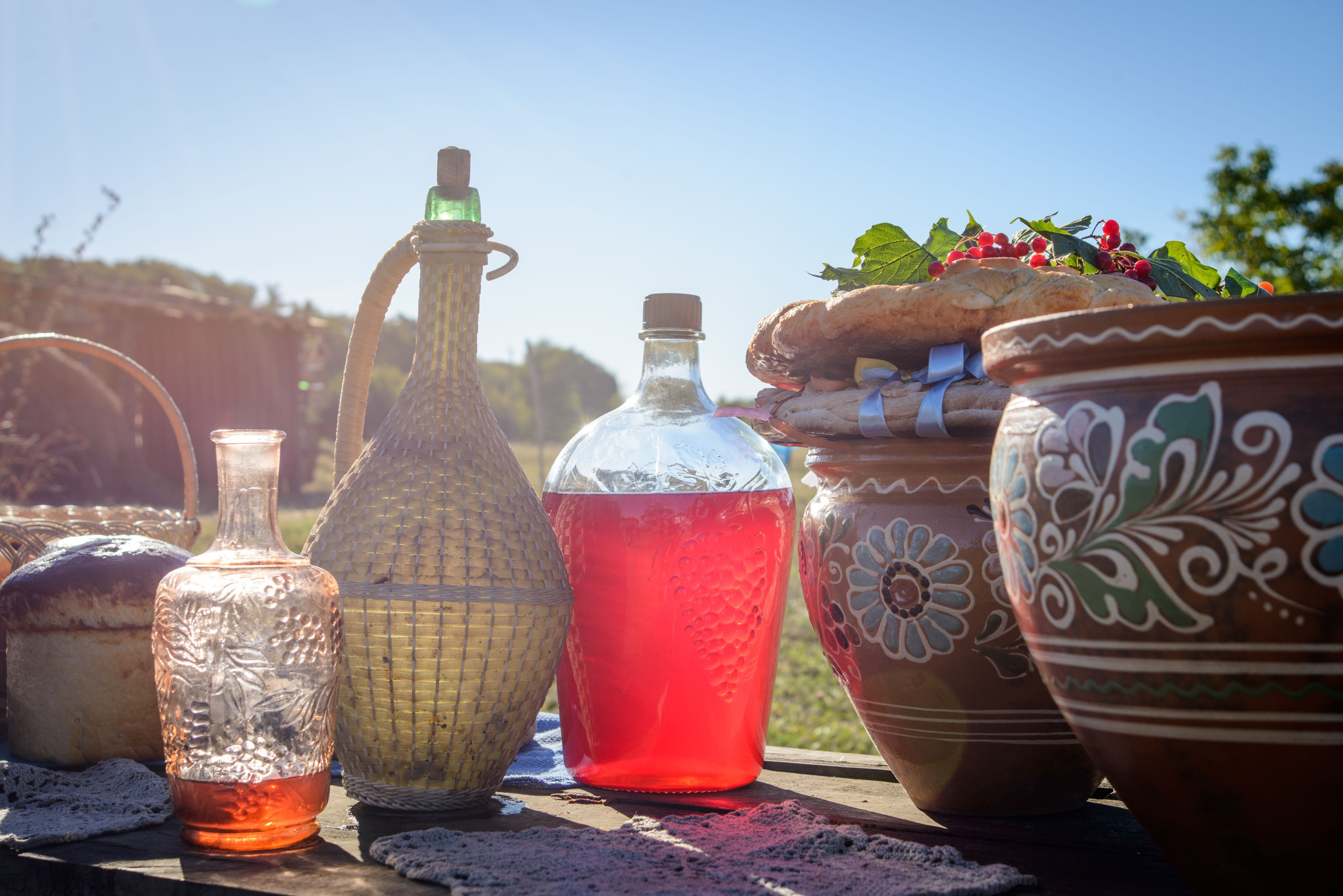
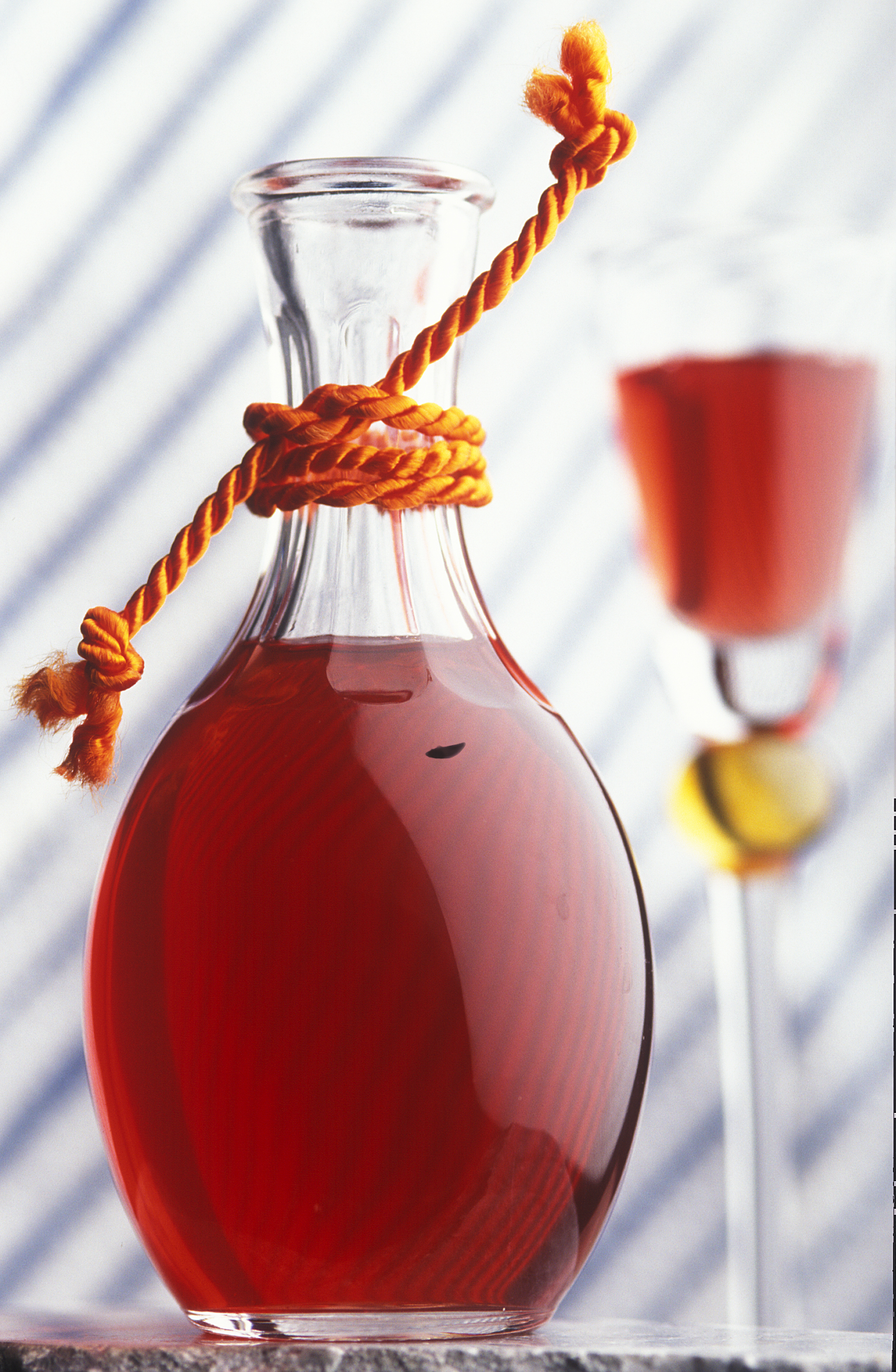
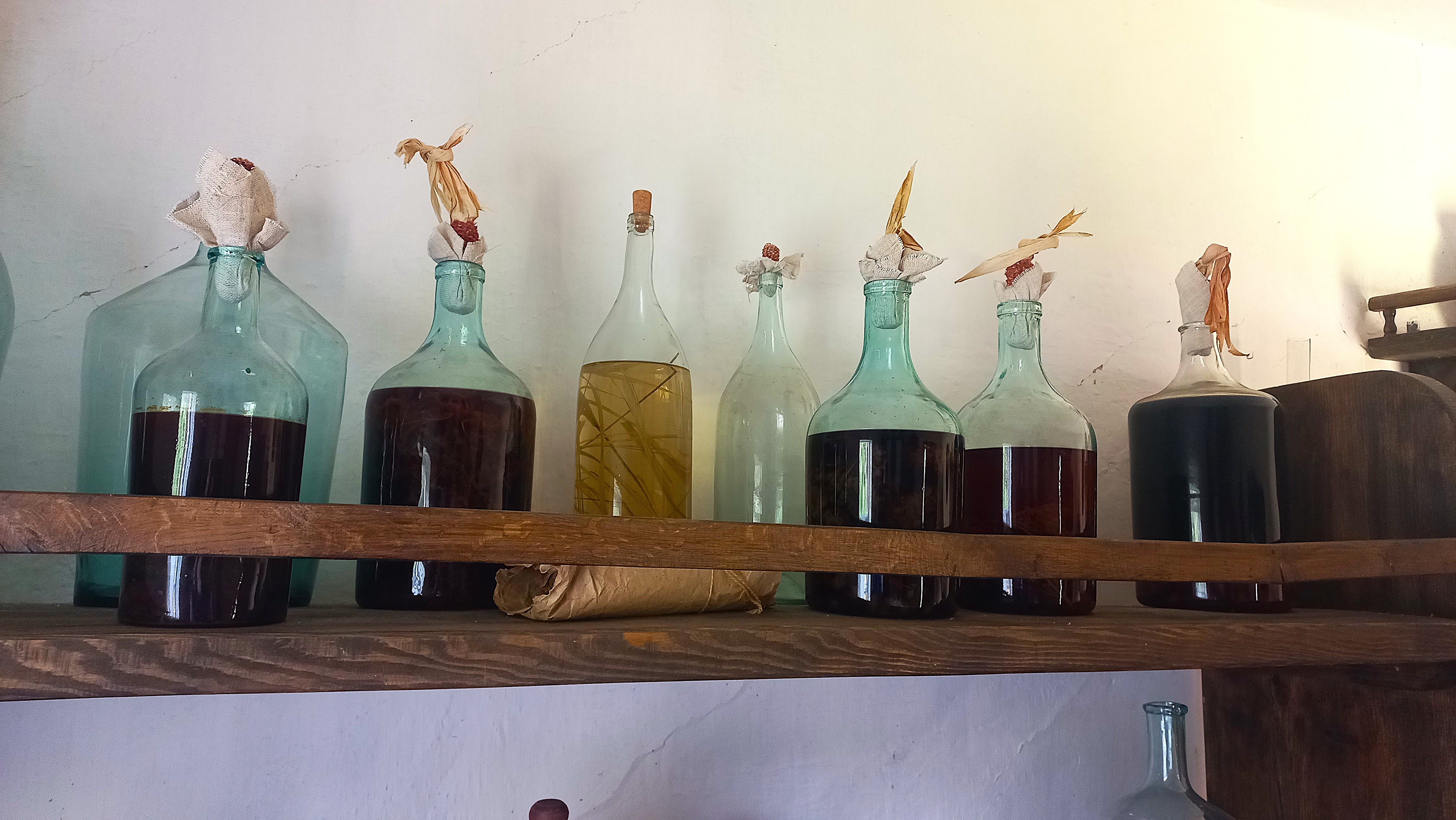
Наливки та настоянки